# Saint-Benoît, Ain
Saint-Benoit là một xã ở tỉnh Ain, vùng Auvergne-Rhône-Alpes thuộc miền đông nước Pháp.
- Xã của tỉnh Ain